# جاكي هنتر
جاكي هنتر (بالإنجليزية: Jackie Hunter)‏ هي كبيرة الإداريين التنفيذيين بريطانية، ولدت في 1956.

## وصلات خارجية
- الموقع الرسمي